# 中央合同廳舍第2號館
中央合同廳舍第2號館（日语：／，英語：Central Gov't Bldg. No.2）是位於日本東京都千代田區霞關二丁目的中央省廳合同廳舍。

## 概述
中央合同廳舍第2號館於1997年至2000年間由早先的內務省廳舍舊2號館（通稱為人事院大樓）改建而來，是霞關中央官廳地區的第二處高樓層辦公廳舍。日本政府希望以第2號館高聳的建築本體促進土地利用，口字型的平面規畫為第2號館的主要部分提供了良好的辦公空間。建築屋頂上的鐵塔結構則是中央防災無線電、警用無線電與消防無線電的通訊天線。第2號館原先由總務省、警察廳等中央行政機關使用；而總務省於改建後仍然入駐新的第2號館，但總務省統計局則被移往位於新宿區若松町的總務省第2廳舍。此外，國土交通省的部分單位亦入駐改建後的第2號館，而其他單位則遷往第3號館。最初計畫時，新第2號館將由自治省、消防廳（現隸屬總務省）、警察廳與原舊2號館內的建設省（現隸屬國土交通省）與人事院等機關入駐。第2號館與第3號館的地下結構是相通的，之間並未設安全檢查點，因此可以於兩館之間自由移動。另外，2號館亦與霞關車站相連接。

## 入駐機關
中央合同廳舍第2號館過半數的樓層均由總務省的相關機構使用，該建物的管理亦由總務省負責。

### 中央省廳
- 總務省（1樓、3～11樓的全部樓層與2樓的一部分）
  - 消防廳
- 國家公安委員會（17～20樓的全部樓層、2樓與16樓的一部分）
  - 警察廳
- 國土交通省（12～15樓的全部與16樓的一部分）
  - 運輸安全委員會
  - 海事意外裁判所

### 營業店鋪
- 日本郵政株式會社 第二霞關郵局 （页面存档备份，存于）
- 麥當勞霞關第2門市
- FamilyMart霞關合同廳舍門市

## 建築物概要
- 樓層：地上21層、地下4層
- 建築物高度
  - 最高：99.6公尺
  - 屋頂：90.6公尺
- 佔地面積：16,842平方公尺
- 建築面積：5,708.01平方公尺
- 總建築面積：114,839.51平方公尺
- 建築結構
  - 地上：鋼結構
  - 地下：鋼筋混凝土構造
- 設計者：久米設計
- 建造商：清水建設、間組株式會社、錢高組株式會社
- 起造日期：1997年1月18日
- 完工日期：2000年12月15日

## 註記
1. ↑  人事院事務総局広報局 編 『人事院月報』第49巻 p.105 東京官書普及

## 外部連結
- 中央合同庁舎第2号館 （页面存档备份，存于） - 国土交通省
- 中央合同庁舎第2号館 - 建設グラフ